# Hrobník

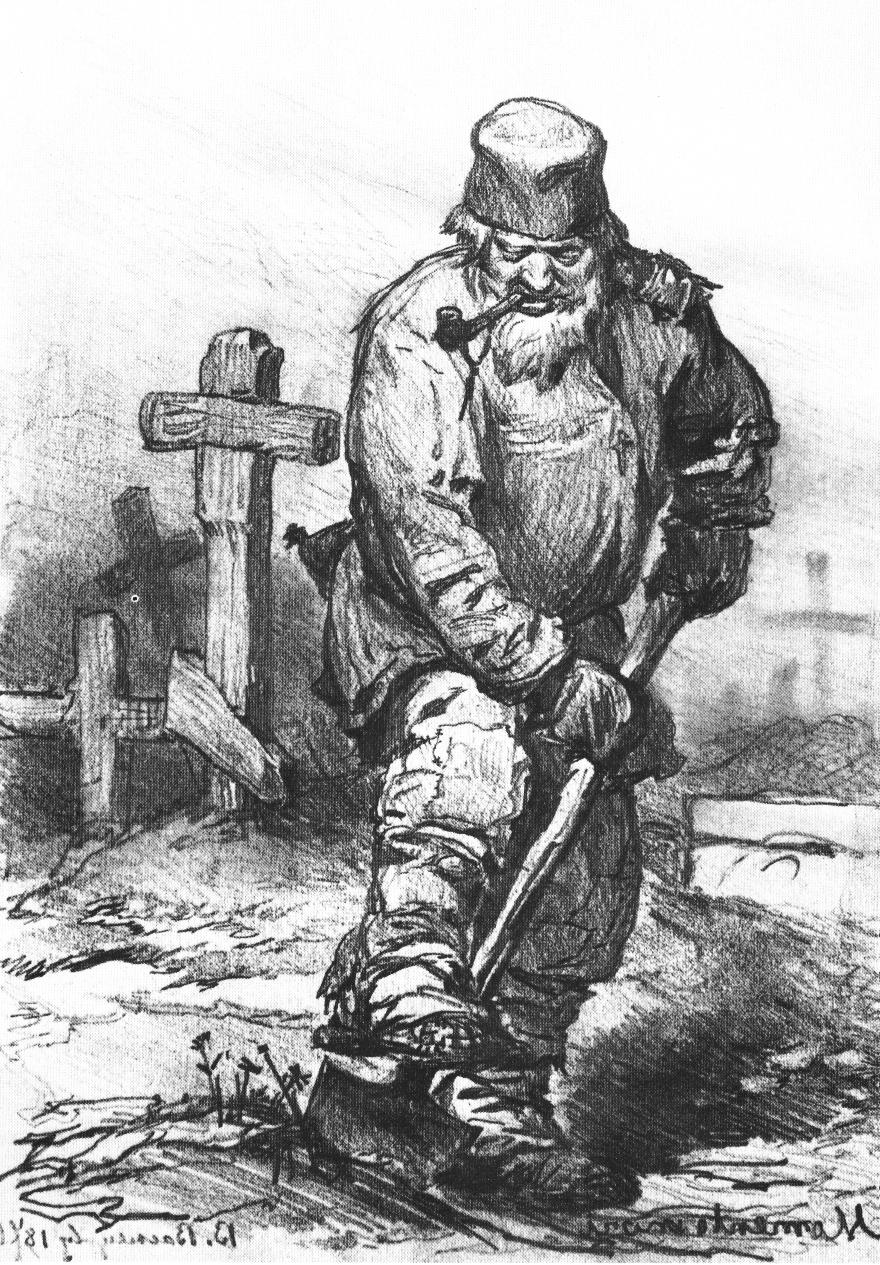
Hrobník, Viktor Vasněcov, 1871

Hrobník nebo také hrobař je pracovník, který na veřejném či neveřejném pohřebišti na základě smlouvy s provozovatelem pohřebiště a odsouhlasení krajským úřadem zajišťuje tak zvanou správu hřbitova, kdy v rámci vymezení ke konkrétním činnostem může provádět tyto činnosti: výkopové práce související s pohřbením a exhumací, pohřbívání lidských pozůstatků a lidských ostatků do hrobů nebo hrobek, provádění exhumací, ukládání, rozptyl a vsyp zpopelněných lidských pozůstatků, správu a údržbu veřejného pohřebiště, včetně komunikací a okolní zeleně, pronájem hrobových míst a vedení související evidence.

## Postavení v právu
Při své činnosti se řídí zákonem č. 256/2001 Sb. o pohřebnictví a je kontrolován krajským úřadem. Mimo samostatné činnosti může dále organizovat a provádět dozor při kopání hrobů, ukládání lidských pozůstatků do hrobů a ukládání uren do kolumbárních schránek, provedení pohřbu, jinou právnickou nebo fyzickou osobou podnikající.

## Kvalifikace
Získat profesní kvalifikaci hrobníka je možné po absolvování kurzu a úspěšném zakončení zkouškou, která je provedena před akreditovanou osobou a během které musí budoucí hrobník nejen uspět v teoretické části, ale také musí předvést znalosti v praktické části. Předpokladem pro výkon této činnosti je znalost, či zájem o oblast religionistiky, či fyzická zdatnost.
Hrobník může být buď zaměstnancem obce nebo může pracovat jako osoba podnikající podle zákona č. 256/2001 Sb. o pohřebnictví. Profese hrobníka je specifická činnost ve veřejném zájmu, kdy hrobník není živnostník a při své profesi musí vždy upřednostňovat kulturní, etické a pietní jednání, nad klasickým živnostníkem, který se chová tržně, tedy nad zájmy druhých upřednostňuje svůj vlastní zisk.
Držitel profesní kvalifikace hrobník, může dále absolvovat kurz profesní kvalifikace stavitel podzemní hrobky, což je nástavbový obor, který umožňuje stejně tak po absolvování kurzu a úspěšném zakončení zkouškou, která v je provedena před akreditovanou osobou a během které musí budoucí stavitel podzemní hrobky nejen uspět v teoretické části, ale také musí předvést znalosti v praktické části.